# دیوید وال
دیوید وال (انگلیسی: David Wohl؛ زادهٔ ۲۲ سپتامبر ۱۹۵۳) بازیگر اهل ایالات متحده آمریکا است. وی از سال ۱۹۸۲ میلادی تاکنون مشغول فعالیت بوده‌است. وی در نمایشنامهٔ موزیکال ویولن‌زن روی بام در برادوی نقش لازار وُلف را بازی کرد.
از فیلم‌ها یا برنامه‌های تلویزیونی که وی در آن نقش داشته‌است می‌توان به آبجو، شرایط مهرورزی، جنگ رزها، بی‌گناه، پنجره پشتی، نجات سرباز رایان، هی آرنولد!، مثل پدر مثل پسر، راز جو گولد، حواس‌پرتی، میلیون‌ها بروسترس و زبر و زرنگ‌ها! قسمت دوم اشاره کرد.